# Den heliga natten
Den heliga natten är ett juloratorium för solist, blandad kör och orkester från år 1936 med musik av Hilding Rosenberg till text av Hjalmar Gullberg.

## Inspelningar
Svenska kammarorkestern under dirigent Petter Sundkvist. Utgiven av Naxos 1996.
- Sopran/Maria: Karin Ingebäck
- Josef/baryton:  Anders Larsson
- Alt: Anna Larsson
- Bas/Herodes: John Erik Eleby
- Recitatör: Frej Lindqvist.